# Temnopis nigripes
Temnopis nigripes är en skalbaggsart som beskrevs av Aurivillius 1893. Temnopis nigripes ingår i släktet Temnopis och familjen långhorningar. Inga underarter finns listade i Catalogue of Life.